# Las Trancas
Las Trancas es un corregimiento del distrito de Guararé en la provincia de Los Santos, República de Panamá. . En el año 2010 tenía una población de 511 habitantes.
El corregimiento se encuentra entre las ciudades de Las Tablas y Pedasí, allí se celebra el 2 de febrero de cada año el Festival de la Candelaria, una festividad religiosa que incluye danzas y música.